# Orthoptist

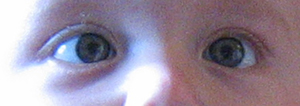
Scheelzien

De orthoptist is een paramedicus werkzaam in de oogheelkunde. Een orthoptist is verantwoordelijk voor een specifiek gedeelte van de oogheelkunde. Naast oogartsen, optometristen, opticiens en contactlensspecialisten nemen zij een zelfstandige plaats in binnen de oogzorg.
De orthoptist is werkzaam in een oogheelkundige/orthoptische kliniek in een ziekenhuis of in een particuliere oogartsenpraktijk. Ook zijn orthoptisten werkzaam in de slechtziendenzorg. 
De orthoptist onderzoekt en behandelt:
- Scheelzien
- Lui oog
- Dubbelzien
- Hoofdpijn
- Leesklachten
- Slechtziendheid

en meet verziendheid, bijziendheid en astigmatisme objectief of subjectief.

## Nederland
Al in 1958 is het beroep van orthoptist in Nederland wettelijk erkend en later ook beschermd. Sinds 1 juni 2011 kan men in Nederland ook zonder verwijzing naar de orthoptist. 
De opleiding tot orthoptist (op het niveau van HBO) Bachelor, wordt in Nederland verzorgd door de Hogeschool Utrecht. 

## België
Aan de Odisee-hogeschool in Brussel is een bachelor Oogzorg te volgen. Na het behalen van het diploma kan men aan de slag als orthoptist-optometrist.